# White man in South Africa
White man in South Africa er en film instrueret af Kløft, Jan og Martin.

## Handling
En musikvideo om kampen for et frit Sydafrika, der også kommer ind på, hvad den hvide mand har udrettet gennem koloniseringen. Kort sagt, den hvide mands respektløshed gennem tiderne.